# José Morata García
Juan José Joaquín Morata García (Geldo, 27 de enero de 1769 - ¿Valencia?, 4 de febrero de 1840) fue un compositor y maestro de capilla español.

## Vida
Nació en Geldo, provincia de Castellón, el 27 de enero de 1769, hijo de José Morata, nacido en Vall de Uxó, y Josefa García, nacida en Mora de Rubielos.

En 27 de enero de 1769 a las tres de la mañana en este pueblo de Geldo, Juan José Joaquín Morata García, hijo legítimo de José y Josefa. Abuelos paternos, Jerónimo Morata y María García; maternos Juan García e Isabel Ros. Padrinos, Juan Esteban y Rosa García; bautizado por el Doctor Silvestre Collado.
Libros parroquiales de Geldo

El 15 de julio de 1778 consiguió ingresar por oposición como infantillo de la Catedral de Segorbe. Allí realizó su formación musical bajo el maestro Vicente Olmos y posteriormente el maestro Joaquín López González. A los 15 años ya componía obras notables a 8 y 9 partes, como un Domina probesti me a 8 voces, lo que indica las capacidades de un niño prodigio.
Con 17 años, el 28 de febrero de 1786, fue nombrado maestro de capilla de la Catedral de Segorbe tras haber quedado vacante el cargo por la partida de López González a Orihuela. Y esto, tras aprobar unas oposiciones en las que se enfrentó a José Francisco Jiménez y Mariano Vicent Agramuntell.

Terminó el plazo del edicto en 15 de febrero; eran tres los opositores, la comisión capitular se componía de los canónigos señores Zalón y Soriano; examinadores, don José Casaña y don José Gavaldá. Empezaron los ejercicios el día 20, quedando abierto el concurso durante las oposiciones. El opositor Francisco Jiménez pidió que los opositores estuvieran separados e incomunicados las 24 horas del ejercicio de composición. El día 27 la comisión capitular hizo presente como Mariano Vicent y Agramuntell, y José Morata habían cumplido exactamente todos los ejercicios, pero que José Francisco Jiménez solamente con los del primer día, por haberse indispuesto, como habían certificado los médicos. La elección tuvo lugar el día 28 siendo nombrado nemine discrepante José Morata; aceptada la capellanía mediante juramento, se recibió escritura pública ante el notario Bonifacio Polo Benet. Dieron la gratificación a los censores diez libras y otras diez a los músicos que tomaron parte en dichos actos.

Ese mismo año se envió a Morata a Valencia para que terminase de formarse con el maestro Francisco Morera de la Catedral de Valencia. Permanecería en Valencia unos meses, ya que en noviembre de 1786 ya escribía al cabildo segorbino solicitando su regreso para enseñar a los infantillos las nuevas composiciones que había realizado en Valencia. Permanecería en Segorbe hasta diciembre de 1792, cuando aceptó el magisterio de la Colegiata de Játiva. El cabildo parece que estaba contento con el maestro, por lo que resulta sorprendente su traslado a un cargo de menor rango por estar en una colegiata. Perpiñán especula con que el problema fuese la falta de fondos en Segorbe por la reconstrucción de la Catedral por el obispo Lorenzo Gómez de Haedo. Además fue multado con 40 libras por el cabildo por «haberse negado a tocar en la iglesia de San Pedro en una misa cantada por el Sr. Abad», lo que representaba un cuarto del sueldo anual del maestro. Le sucederían en el magisterio segorbino José Gil, Francisco Santafé y Francisco Andreví.
El cargo en Játiva lo ganó por oposición, por vacancia causada por el fallecimiento de mosén Josef Casanova, siendo nombrado el 20 de diciembre de 1792. Fueron jueces de las oposiciones Antonio Montesinos, maestro de capilla del Colegio del Corpus Christi de Valencia, y Patricio Bernuz, organista de la Colegiata de Gandía. A pesar de ser una colegiata, la institución poseía un gran prestigio dentro del Reino de Valencia y no le faltaban fondos.

Vistas las deliberaciones que contenía la plica se procedió a la votación secreta de los canónigos, saliendo elegido por unanimidad José Morata diácono y maestro de capilla de la catedral de Segorbe, natural del lugar de Xeldo, de la misma diócesis.
Actas capitulares de la Colegiata de Játiva, L-84, fol. 255v. 

Inició su trabajo en Játiva solicitando al cabildo 40 libras para saldar ciertas deudas. Permaneció más de 20 años en Játiva, realizando las tareas habituales del maestro de capilla: educación de los infantillos, dirección de los cantores y músicos y composición de obras religiosas para los días de guardar.
En 1807 se presentó sin éxito a las oposiciones del magisterio de la Catedral de Málaga. Participaron doce candidatos: Juan Bros, maestro de la Catedral de León; Luis Blasco, maestro de la Catedral de Zamora; Vicente Palacios, maestro de la Catedral de Granada; Francisco Balius, maestro de la Catedral de Solsona; Rafael Compta, maestro de la Catedral de Gerona; Dionisio Rodriguez, maestro de la Colegiata de Castellar; Antonio Cantero, maestro de la Colegiata de Úbeda; Luis Rodriguez Infante, maestro de los seises de la Catedral de Sevilla; Fernando Haykuens, maestro de la Catedral de Valladolid; José Morata, maestro de la Colegiata de San Felipe; Vicente Fernández, maestro del Pilar de Zaragoza; Francisco Molle, anterior maestro de la Catedral de Ceuta. En 1814 trató te conseguir el magisterio de Cartagena, sin éxito.
El 13 de diciembre de 1814, ya con 45 años, informó al cabildo de que había obtenido el magisterio de la Catedral de Murcia, tal como relatan las actas capitulares de Játiva,

Se leyó un memorial de Don Josef Morata, por el queda parte cómo el Ylustrísimo cabildo de Murcia lo havia agraciado con la plaza de maestro de capilla de aquella santa Iglesia, y el cabildo acordó se le conteste como es de costumbre, resultando vacante el magisterio de esta iglesia.
Actas capitulares de la Colegiata de Játiva, L-87

En Játiva ocupó el magisterio mosén Josef Alberola de forma interina, hasta que en 1817 se pudo nombrar a Juan Cuevas. En Murcia se desconoce si Morata llegó a ejercer el cargo, puesto que es 1815 ya estaba de nuevo en Segorbe.
En 1814 Francisco Andreví había dejado vacante el magisterio segorbino para trasladarse a la Basílica de Santa María del Mar de Barcelona. El cabildo decidió realizar unas oposiciones a las que se presentaron Honorato Verdeguer; Nicolás Ledesma, maestro de capilla en Tafalla; y el maestro de capilla de la Colegiata de Rubielos de Mora. Verdeguer fue rechazado por estar casado, y Ledesma y el de Rubielos de Mora se retiraron por la escasez del salario ofrecido. Finalmente el cabildo decidió contactar a Morata, mejorando las condiciones económicas, y el 5 de mayo de 1815 fue nombrado de nuevo maestro de Segorbe.

El señor Presidente manifestó que a consecuencia de lo resuelto por el Cabildo, había escrito a don José Morata, Maestro de la Capilla de la Catedral de Murcia, indicándole el aprecio que hacía este cuerpo de sus conocimientos nada comunes en la composición, unidos con el más delicado gusto, y su disposición y aptitud para la enseñanza de los infantinos y demás músicos, ofreciéndole todo el aumento de la dotación compatible con el estado de las rentas de la Iglesia.

En 1819 se presentó a las oposiciones al magisterio de la Catedral de Valencia, sin éxito. Allí se enfrentó a Antonio Ibáñez, maestro del Pilar de Zaragoza, y Francisco Andreví, que seguía en la Basílica de Santa María del Mar en Barcelona y que acabó ganando el cargo. En 1829 se presentó al magisterio del Real Colegio Seminario del Corpus Christi, que ganó.

En 14 de septiembre de 1824 se fijaron edictos para proveer la plaza de Maestro de Capila. No se presentó ningún opositor [...] Y volvieron a fijarse en 24 de abril de 1829. En 30 de mayo se presentó a firmar don José Morata, presbítero. Maestro de Capilla de Segorbe, natural de Geldo, edad 55 años [en realidad contaba con 60 años] y para la oposición se le mandó componer el Salmo De profundis a 12 voces, y el Himno de N. B. F. y señor, que trabajó sobre el canto llano; se nombraron por censores a don Joaquín y don José Gil, presbíteros; y habiendo éstos examinado las obras que presentó, las aprobaron y dieron censura de que el himno estaba hecho con mucha maestría [...] El jueves 16 de junio, día del corpus, fue elegido con todos los votos Maestro de Capilla con los emolumentos y distribuciones de Capellán primero y salario de 150 libras, pero sin casa, con las preeminencias que señalan las constituciones, y obligaciones que se marcan en las mismas, debiendo enseñar también a los mozos de coro.

Ostentó el magisterio del Real Colegio del Corpus Christi hasta su fallecimiento, el 4 de febrero de 1840. La fecha se conoce gracias a una misa compuesta por Juan Bautista Plasencia, discípulo de Morata, en honor de su maestro.

## Obra
De Morata se conservan las siguientes obras:
- Catedral de Segorbe: 5 misas de gloria, 1 misa de requiem, 36 salmos, 2 completas, 3 versos, 1 lamentación, 1 letanía, 1 secuencia del corpus, 9 magnificats, 3 cánticos, 3 antífonas, 2 himnos, 1 cantada y 46 villancicos.
- Colegio del Patriarca de Valencia: 5 Misas, 16 Salmos, 2 Versos, 4 Motetes, 2 Himnos,, 1 Secuencia, 3 Magnificat y 1 Villancico.
- Catedral de Valencia: 1 Misa, 1 Lamentación, 1 Antífona mariana y 2 Villancicos.
- Catedral de Orihuela: 1 Misa, 2 Salmos, 1 Responsorio, 1 Magnificat y 1 Villancico.

Las obras que se conservaban de Morata en Játiva desaparecieron durante la Guerra Civil, tras el asalto y expolio del archivo musical de la Colegiata. Existen noticias históricas de las numerosas obras de Morata en Játiva:

[...] cuatro Salves; Motetes: a Nª Sra del Carmen, a 6; Christus factus est, a 4; Himno Hunc diem, a 12; Himno Veni Creator, a 4; Himno Deus tuorum, a 4; Kalenda, a 8, Dolorosos gemidos de las almas, a 4; Antífona Sacerdos, a 4; Sequentia a San Agustín, a 4 y 8; Sequentia para San Pedro, a 6; Te Deum, a 4 y 8, seis Villancicos de Navidad (cinco con letra castellana); cuatro Rosarios de rogativas, a 4; tres Motetes al Santísimo Sacramento, a 5; un ¡O Salutaris!, a4; Credidi para las reservas, a 4; cinco Misereres, a 4 y 8; tres Lamentaciones; cinco Dixit, a 4, 6 y 8; tres Beatus Vir.; cinco Laudate Dominum; tres Laetate sum; Credidi a 6; cuatro Lauda; Domine probasti, a 8; Confiteor, a 8; Exaltabo, a 7; De Profundis, a 7; cuatro Magnificat; Domine ad adjuvandum; once Misas, a 2 y coro, para órgano y orquesta.